# Sheikh Amri Abeid Memorialstadion
Het Sheikh Amri Abeid Memorialstadion is een multifunctioneel stadion in Arusha, Tanzania. Het stadion wordt vooral gebruikt voor voetbalwedstrijden, de voetbalclub Arusha F.C. maakt gebruik van dit stadion. Het kan ook worden gebruikt voor atletiek. In het stadion is plaats voor 20.000 toeschouwers. Het stadion werd geopend in 1976. Het stadion werd gebruikt voor de CECAFA Cup 2002.